# Simtek

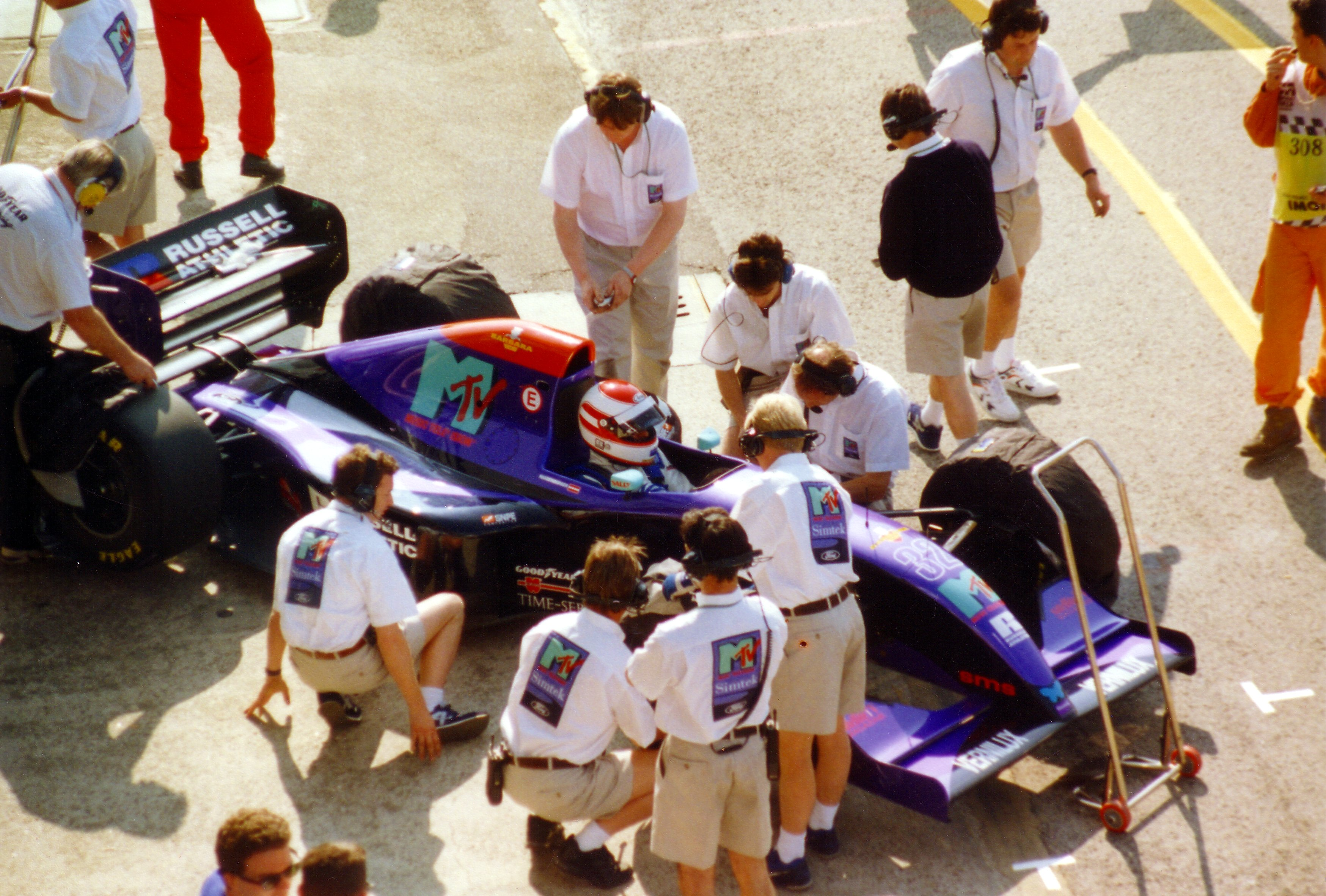
Roland Ratzenberger antes de su fatal accidente.

Simtek (del inglés Simulation Technology) fue una empresa de ingeniería automovilística y un equipo de Fórmula 1, fundado en 1989 por Max Mosley y Nick Wirth.

## Simtek Research
Originalmente Simtek Research estuvo envuelto en muchas áreas de la Fórmula 1, incluidas la construcción de túneles de viento y la fabricación de chasis para terceras partes. Sus clientes eran la FIA, Equipe Ligier, y numerosos equipos de IndyCar y Fórmula 3000. 
A finales de 1990, Simtek estaba diseñando un monoplaza de F1 para la marca BMW que tenía la intención de competir en la temporada 1991, pero el proyecto fue cancelado y BMW entró en el campeonato de turismo alemán. El diseño del auto fue vendido al infame equipo Andrea Moda Formula en 1992.
En noviembre de 1992, Simtek se encargó de diseñar el monoplaza del equipo español Bravo F1, sin embargo después de la muerte de uno de los creadores del proyecto y el poco financiamiento del equipo, el proyecto se abandonó. Durante el 1993 Nick Wirth decidió llevar a Simtek a la F1, el proyecto se materializa y el equipo se inscribe para la Temporada 1994 de Fórmula 1.

## Fórmula 1
Fue en la temporada 1994 cuando Simtek entró en la Fórmula 1, después del completo fracaso de la escudería Bravo F1, proyecto que llevó Nick Wirth en 1992, utilizando motores Ford y con el apoyo de Jack Brabham. Para 1994 contaban con el prometedor Roland Ratzenberger y David Brabham como pilotos y con MTV como principal patrocinador.
El diseño inicial del modelo S941 incluía suspensión activa, una tecnología utilizada por Williams para ganar los campeonatos de pilotos y constructores en 1992 y 1993. Sin embargo, la suspensión activa fue prohibida antes del inicio de la temporada de 1994, por lo que Simtek se vio obligado para volver a un diseño más conservador. El monoplaza era pesado, inicialmente incluía una caja de cambios manual en comparación con los semiautomáticos que usaban la mayoría de los equipos y el motor Ford HB era menos potente que los motores que usaban los pilotos delanteros. La compañía empleaba a 35 personas, el menor número trabajadores  de un equipo participante de la temporada 1994, y era el 10% del número de empleados de Scuderia Ferrari.
Estos déficits se mostraron en la primera carrera de la temporada de 1994. Brabham se clasificó en el lugar 26 y último, mientras que Ratzenberger no calificó. Brabham terminó la carrera en el puesto 12, último y a 4 vueltas por debajo del líder. La próxima carrera clasificó a los Simtek pero nuevamente ocupando la parte posterior de la parrilla. Brabham se retiró temprano con una falla eléctrica, y Ratzenberger finalizó 11.º y último.
El 30 de abril de ese año, Ratzenberger se disponía a disputar la calificación del Gran Premio de San Marino, en el autódromo Enzo e Dino Ferrari de Imola. Se cree que su alerón se rompió, lo que provocó el descontrol y la posterior colisión del monoplaza de Roland contra la curva Gilles Villeneuve. Los equipos médicos se percataron del complicado estado de Roland en el monoplaza destruido y le practicaron masajes cardíacos. Lo trasladaron al Hospital del Circuito y posteriormente al Hospital Maggiore de Bolonia, donde a las 14 horas y 8 minutos se conoció la noticia de su muerte, tras colisionar en el mismo circuito en el que un día después fallecería Ayrton Senna.
David Brabham fue el único piloto que disputó toda la temporada, logrando un décimo lugar en España, precisamente su nuevo compañero Andrea Montermini tuvo un fuerte accidente en la clasificación que quedó lesionado. Fue reemplazado por Jean Marc Gounon quien logró la mejor posición del equipo, un noveno lugar en Francia. En el Gran Premio de Europa fue reemplazado por el debutante Domenico Schiattarella, en Japón fue sustituido por Taki Inoue aunque su carrera duró tres vueltas. En la última carrera vuelve Schiattarella pero ambos coches se retiran por problemas técnicos.
La temporada fue dura para el equipo, pero Nick Wirth quedó convencido de que la temporada siguiente sería mejor.
En 1995 Simtek retiene a Schiattarella y contrata a Jos Verstappen, además de tener al japonés Hideki Noda como piloto de pruebas. El japonés pagó un depósito para garantizar su butaca para las últimas carreras de la temporada.
El inicio de la temporada fue esperanzador ya que el Simtek S951 resultaba más competitivo que el auto del año anterior. En Argentina, Verstappen clasificó 14.º y marchaba sexto cuando una parada de boxes lenta le hizo caer posiciones hasta retirarse por un problema en la caja de cambios mientras que Schattarella terminó noveno. En Imola ambos coches abandonaron por problemas mecánicos y en España terminan la carrera en las posiciones 12 y 15. En Mónaco ninguno de los dos coches participó porque Verstappen tuvo problemas con la caja mientras que Schiattarella no pudo comenzar en la carrera después de una bandera roja en el comienzo de la competencia. Fue la última competencia de Simtek ya que el equipo tenía graves problemas financieros.

## Desaparición de Simtek
El equipo había acumulado 6 millones de libras en deudas desde su existencia, los resultados no les ayudaron, a lo que se suma la reducción del patrocinio de MTV a comienzos de la temporada. Según Nick Wirth habían firmado con un importante patrocinador antes de la temporada, el que finalmente se retiró y afectó la financiación del equipo. Se habían inscrito para 16 de 17 carreras para que la FIA permitiera al equipo ausentarse en una.
Witrh trató de negociar con importantes patrocinadores que al final fueron un fracaso, además de que las empresas que pagarían para que Hideki Noda corriera en el equipo fueron gravemente afectadas por el terremoto de Kobe. El equipo colapsó y entró en liquidación haciendo que también Simtek Research se declara en quiebra. En total se perdieron 48 puestos de trabajo y los activos de Simtek se subastaron, poniendo fin a Simtek en F1 y la compañía en general.
Años después, Wirth fundó otra empresa de ingeniera llamada Wirth Research, y regresó a Fórmula 1 con Virgin Racing hasta su despido a finales de 2011.

## Resultados

### Fórmula 1
(Clave) (negrita indica pole position) (cursiva indica vuelta rápida)

| Año     | Chasis | Motor            | Neu. | N.º | Pilotos                | 1   | 2   | 3   | 4   | 5   | 6   | 7   | 8   | 9   | 10  | 11  | 12  | 13  | 14  | 15  | 16  | 17  | Puntos | Pos. |
| ------- | ------ | ---------------- | ---- | --- | ---------------------- | --- | --- | --- | --- | --- | --- | --- | --- | --- | --- | --- | --- | --- | --- | --- | --- | --- | ------ | ---- |
| 1994    | S941   | Ford HBD6 3.5 V8 | G    |     |                        | BRA | PAC | SMR | MON | ESP | CAN | FRA | GBR | GER | HUN | BEL | ITA | POR | EUR | JPN | AUS |     | 0      | NC   |
| 1994    | S941   | Ford HBD6 3.5 V8 | G    | 31  | David Brabham          | 12  | Ret | Ret | Ret | 10  | 14  | Ret | 15  | Ret | 11  | Ret | Ret | Ret | Ret | 12  | Ret |     | 0      | NC   |
| 1994    | S941   | Ford HBD6 3.5 V8 | G    | 32  | Roland Ratzenberger    | DNQ | 11  | DNS |     |     |     |     |     |     |     |     |     |     |     |     |     |     | 0      | NC   |
| 1994    | S941   | Ford HBD6 3.5 V8 | G    | 32  | Andrea Montermini      |     |     |     |     | DNQ |     |     |     |     |     |     |     |     |     |     |     |     | 0      | NC   |
| 1994    | S941   | Ford HBD6 3.5 V8 | G    | 32  | Jean-Marc Gounon       |     |     |     |     |     |     | 9   | 16  | Ret | Ret | 11  | Ret | 15  |     |     |     |     | 0      | NC   |
| 1994    | S941   | Ford HBD6 3.5 V8 | G    | 32  | Domenico Schiattarella |     |     |     |     |     |     |     |     |     |     |     |     |     | 19  |     | Ret |     | 0      | NC   |
| 1994    | S941   | Ford HBD6 3.5 V8 | G    | 32  | Taki Inoue             |     |     |     |     |     |     |     |     |     |     |     |     |     |     | Ret |     |     | 0      | NC   |
| 1995    | S951   | Ford EDB 3.0 V8  | G    |     |                        | BRA | ARG | SMR | ESP | MON | CAN | FRA | GBR | GER | HUN | BEL | ITA | POR | EUR | PAC | JPN | AUS | 0      | NC   |
| 1995    | S951   | Ford EDB 3.0 V8  | G    | 11  | Domenico Schiattarella | Ret | 9   | Ret | 15  | DNS |     |     |     |     |     |     |     |     |     |     |     |     | 0      | NC   |
| 1995    | S951   | Ford EDB 3.0 V8  | G    | 12  | Jos Verstappen         | Ret | Ret | Ret | 12  | DNS |     |     |     |     |     |     |     |     |     |     |     |     | 0      | NC   |
| Fuente: |        |                  |      |     |                        |     |     |     |     |     |     |     |     |     |     |     |     |     |     |     |     |     |        |      |